# Жезуш, Дуглас
Дуглас Жезуш (порт. Douglas Jesus; полное имя — Дуглас Ренато де Жезуш порт. Douglas Renato de Jesus 9 марта 1983, Рибейран-Прету, Бразилия) — бразильский футболист, игравший на позиции вратаря.

## Карьера
Фелипе начал свою карьеру в клубе «Ботафого» (Рибейрам-Прету), прежде чем был подписан «Ирати» в 2006 года. Следующим клубом стал «Олимпия» (Сан-Паулу), где пробыл год. Будучи в «Олимпии», отправлялся в аренду в «Сертанзинью», а затем перешел туда на полноценной основе.
В 2008 году он подписал контракт с «Сантос». В 2010 года он отправился в аренду в «Ипатингу», в Серию D, а в 2011 году отправился в Португалию, в клуб «Витория» (Гамарайнш). В августе 2020 года завершил игровую карьеру в возрасте 37 лет .